# Монтедекоро (Казерта)
Монтедекоро (итал. Montedecoro) је насеље у Италији у округу Казерта, региону Кампанија.
Према процени из 2011. у насељу је живело 2273 становника. Насеље се налази на надморској висини од 50 м.